# Хелбес
Хелбес, Хелб, Хелв, Калба — суффет финикийского города Тира в 564/563 году до н. э.
После смерти в 564 или 563 году до н. э. верного вавилонского вассала Баала II Навуходоносор II упразднил царскую власть в Тире. Причины, по которым он пошёл на этот шаг, точно неизвестны. Как отметил Ю. Б. Циркин, возможно, Навуходоносор не вполне доверял наследнику Баала, либо же просто стремился к большей централизованности своего государства. Члены царской семьи оказались в Вавилоне, а Тир, видимо, стал частью провинции. Шифман И. Ш. же предположил, что изменения были связаны в переворотом, носившим, по крайней мере, на начальном этапе антивавилонскую направленность. Управление городом было поручено суффетам-«судьям». Их имена известны из трактата Иосифа Флавия «Против Апиона», который почерпнул свои сведения у историка Менандра Эфесского.
Хелбес, сын Авдея (Авдайя), правил в Тире десять месяцев — в 564/563 году до н. э. Вообще все суффеты осуществляли свои полномочия в течение неравного времени. По замечанию Циркина, возможно, Вавилон производил вмешательство во внутренние дела Тира, когда неугодные суффеты смещались, после чего городской общиной организовывались новые выборы. Шифман и А. В. Волков допустили вероятность переворотов. Изменение формы управления привело к распаду Тирской державы.